# Pachydema gomerae
Pachydema gomerae är en skalbaggsart som beskrevs av Lopez-colon 1999. Pachydema gomerae ingår i släktet Pachydema och familjen Melolonthidae. Inga underarter finns listade i Catalogue of Life.